# Richard F. Harless
Pour les articles homonymes, voir Harless.
Richard Fielding Harless (né le 6 août 1905 à Kelsey (en) et mort le 24 novembre 1970 à Phoenix) est un homme politique américain représentant américain de l'Arizona. Membre du Parti démocrate, il est élu de l'Arizona à la Chambre des représentants des États-Unis de 1943 à 1949.